# Cyrtaspis
Genre
Cyrtaspis est un genre d'insectes orthoptères de la famille de Tettigoniidae et de la sous-famille des Meconematinae.

## Dénomination
Le genre Cyrtaspis a été créé par Heinrich Fischer en 1853.

## Distribution
- France, péninsule Ibérique, Algérie du Nord[1].

## Liste des espèces
- Cyrtaspis scutata (Charpentier, 1825) syn. Cyrtaspis varioptica Costa, 1860 - le méconème scutigère
- Cyrtaspis tuberculata Barranco, 2005